# Dynamine
Dynamine är ett släkte av fjärilar. Dynamine ingår i familjen praktfjärilar.

## Bildgalleri

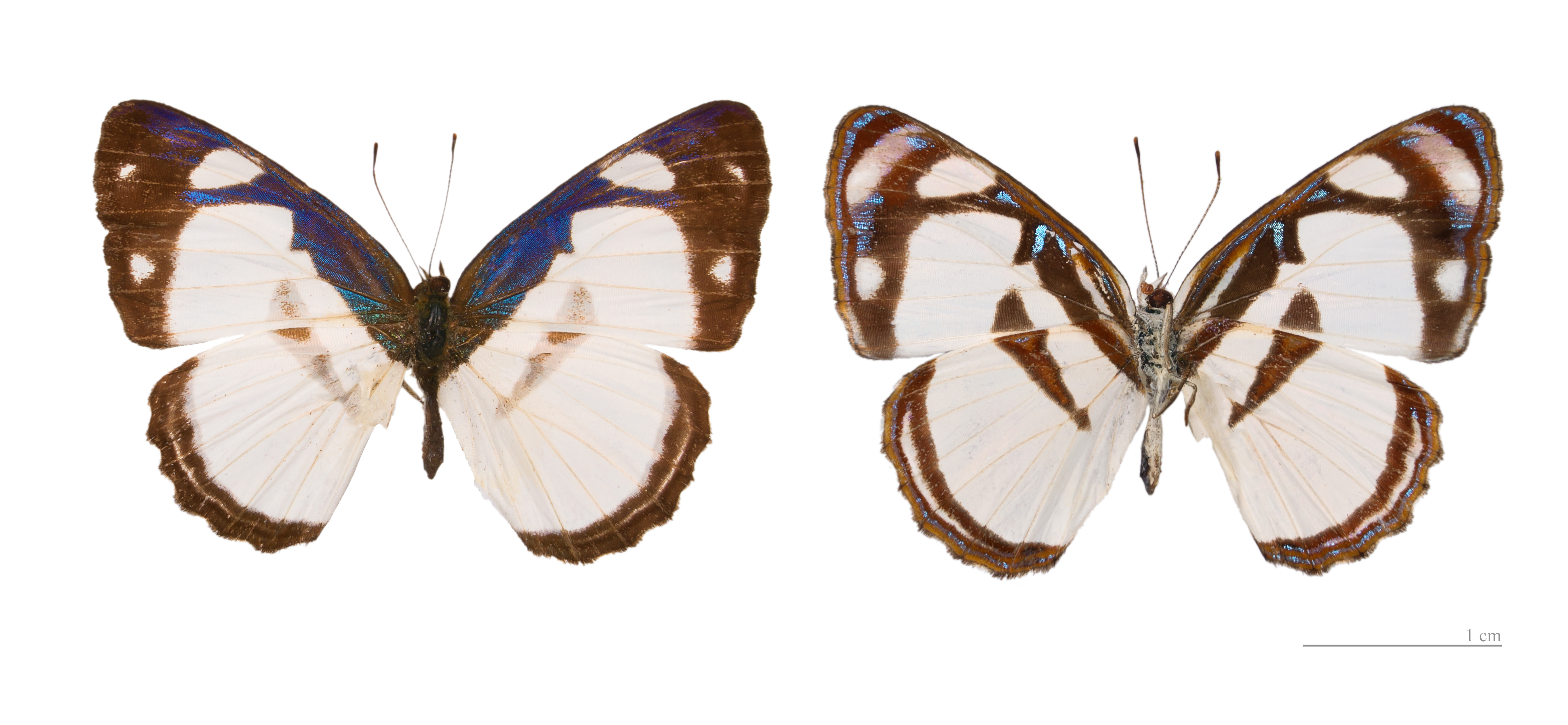
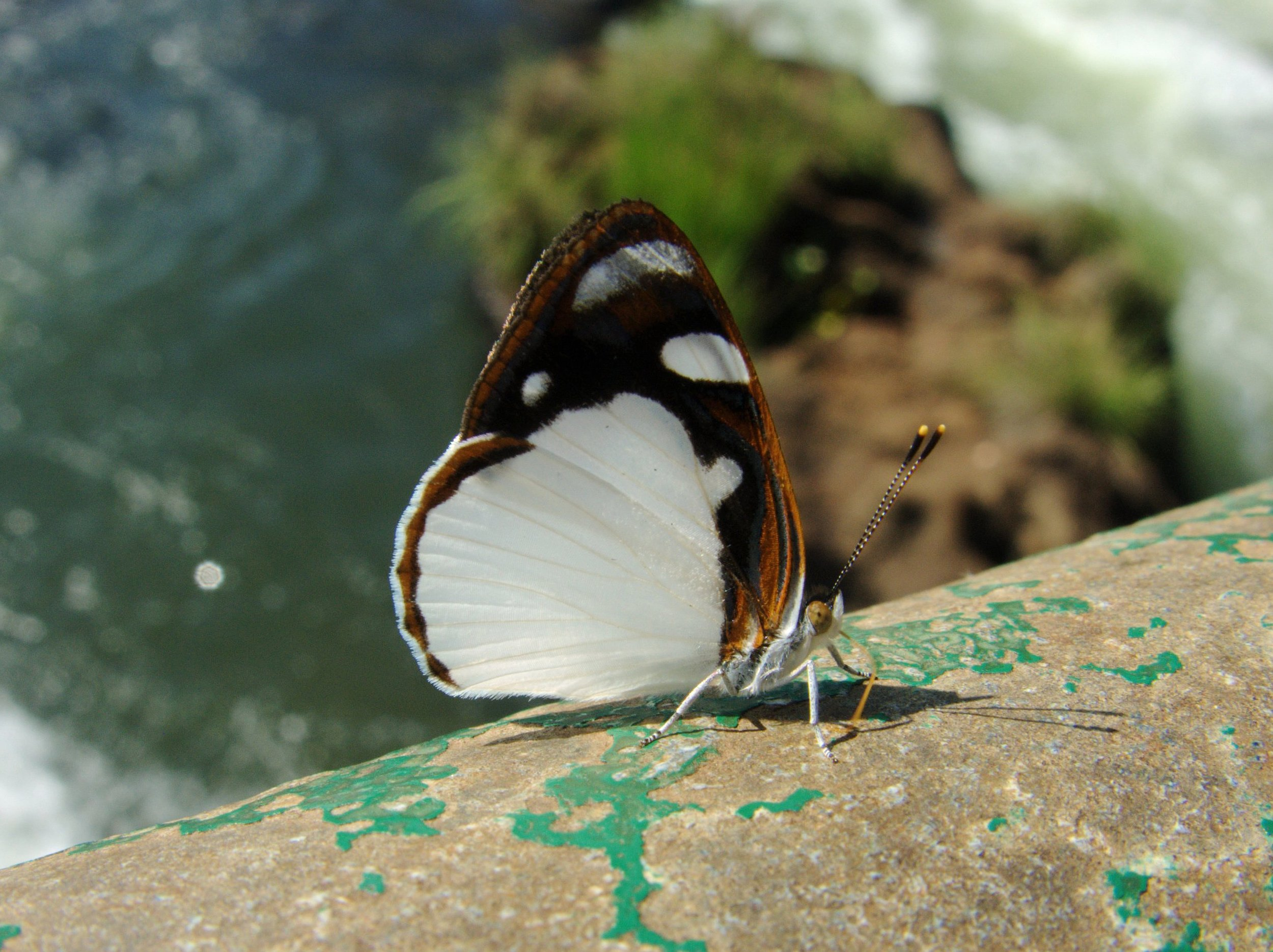
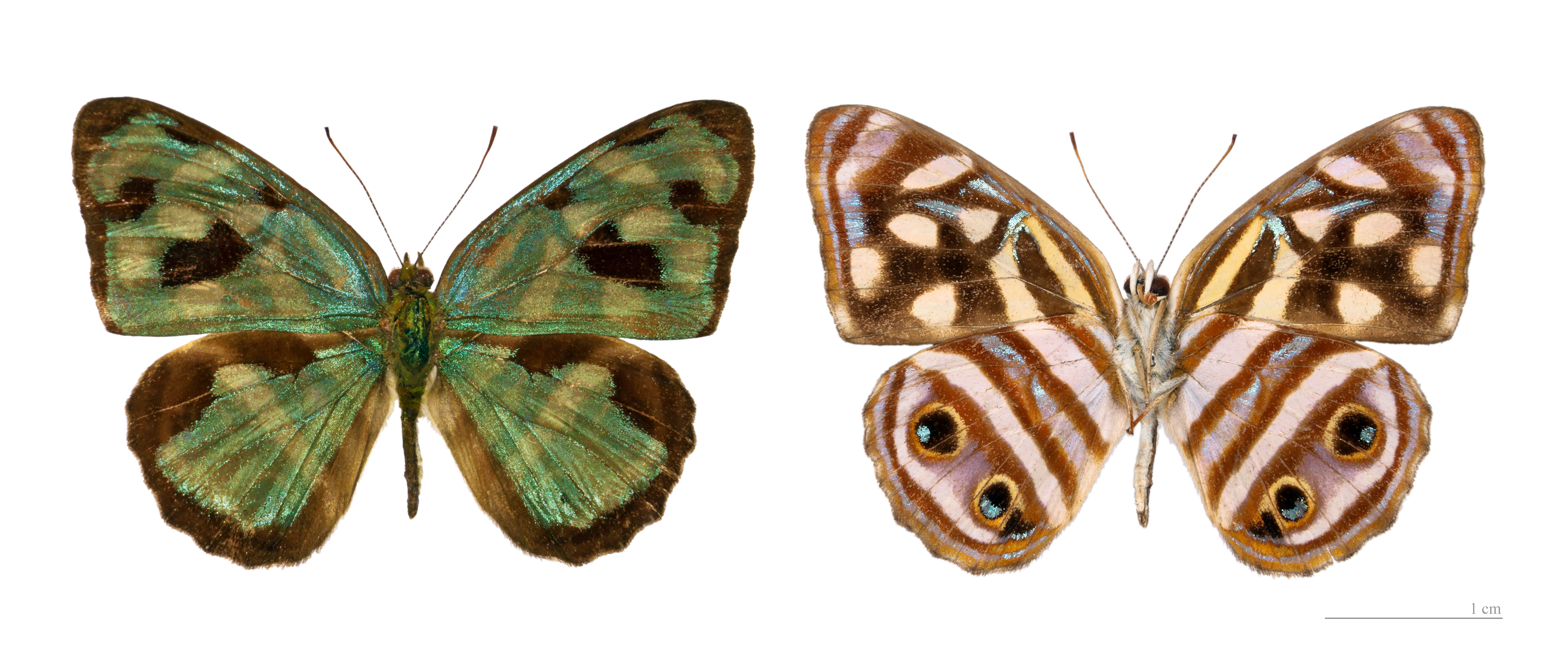
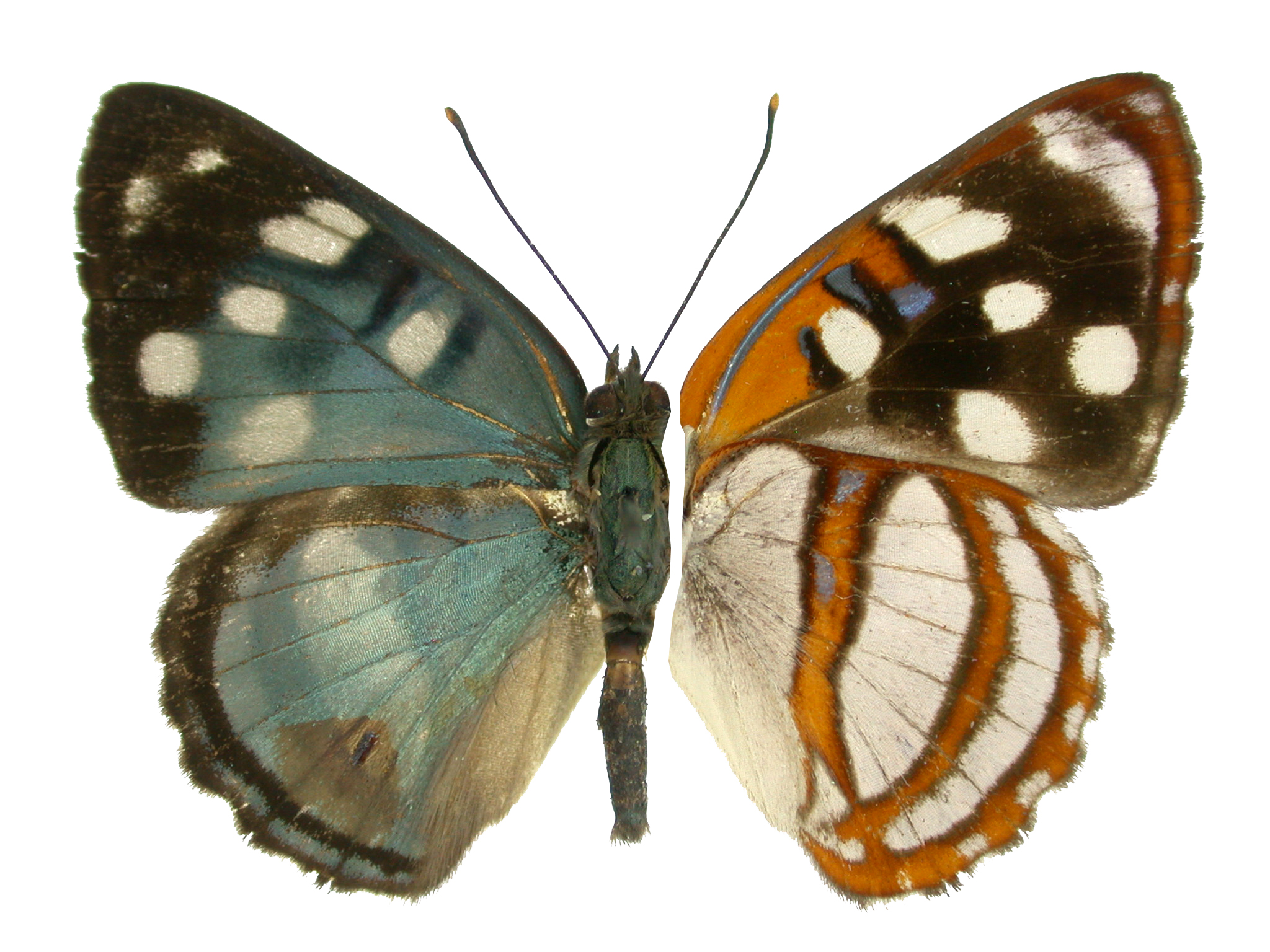

## Dottertaxa tillDynamine, i alfabetisk ordning[1]
- Dynamine aerata
- Dynamine agacles
- Dynamine agatha
- Dynamine agnes
- Dynamine albidula
- Dynamine amazonica
- Dynamine ambicoenus
- Dynamine amplias
- Dynamine ampliata
- Dynamine anubis
- Dynamine arene
- Dynamine argyripa
- Dynamine artemesia
- Dynamine arthemon
- Dynamine ate
- Dynamine athemon
- Dynamine aurea
- Dynamine bertilo
- Dynamine bipupillata
- Dynamine braziliensis
- Dynamine caeades
- Dynamine calais
- Dynamine chryseis
- Dynamine coeninus
- Dynamine coenus
- Dynamine colombiana
- Dynamine colombicola
- Dynamine core
- Dynamine decima
- Dynamine dentilinea
- Dynamine dyonis
- Dynamine effusiva
- Dynamine egaea
- Dynamine eldritha
- Dynamine erchia
- Dynamine getae
- Dynamine gillotti
- Dynamine gisella
- Dynamine glauce
- Dynamine haenschi
- Dynamine hecuba
- Dynamine hoppi
- Dynamine immarginata
- Dynamine ines
- Dynamine intermedia
- Dynamine irma
- Dynamine isolda
- Dynamine johanna
- Dynamine laugieri
- Dynamine letes
- Dynamine leucothea
- Dynamine limbata
- Dynamine luisiana
- Dynamine maeon
- Dynamine marcoyi
- Dynamine mediofasciata
- Dynamine meridionalis
- Dynamine mexicana
- Dynamine michaeli
- Dynamine motacilla
- Dynamine mylitta
- Dynamine myrrhina
- Dynamine myrson
- Dynamine neoris
- Dynamine niveata
- Dynamine onias
- Dynamine paulina
- Dynamine pebana
- Dynamine perpetua
- Dynamine persis
- Dynamine peruviana
- Dynamine pieridoides
- Dynamine pittheus
- Dynamine postverta
- Dynamine pytheus
- Dynamine racidula
- Dynamine salpensa
- Dynamine sara
- Dynamine serina
- Dynamine setabis
- Dynamine smerdis
- Dynamine sosthenes
- Dynamine theseus
- Dynamine tithia
- Dynamine uniocellata
- Dynamine venezolensis
- Dynamine vicaria
- Dynamine zenobia
- Dynamine zerlina
- Dynamine zetes